# Căderea regimului al-Assad
La 8 decembrie 2024, regimul Assad a căzut în timpul unei ofensive majore a forțelor de opoziție. Ofensiva a fost condusă de către Hay'at Tahrir al-Sham (HTS) și susținută mai ales de Armata Națională Siriană (ANS), ajutată de Turcia ca parte a războiului civil sirian ce a început cu revoluția siriană din 2011. Capturarea capitalei Damasc a marcat sfârșitul conducerii familiei Assad, ce guvernase Siria ca un regim totalitar sectarian ereditar de când Hafez al-Assad a preluat puterea în 1971 în urma unei lovituri de stat.
Cât timp o coaliție rebelă avansa înspre Damasc, au apărut zvonuri că Bashar al-Assad părăsise capitala la bordul unui zbor către Rusia, unde i s-ar fi alăturat familiei sale, deja în exil, și i s-ar fi acordat drept de azil. În urma plecării lui Assad, forțele de opoziție au declarat victorie la televiziunea națională. Concomitent, Ministerul Afacerilor Externe al Rusiei a confirmat demisia lui Assad și plecarea lui din Siria.
Căderea rapidă a regimului Assad a fost întâlnită cu șoc și surpriză pe întregul mapamond, inclusiv de către poporul sirian. Înșiși luptătorii opoziției siriene au fost, aparent, surprinși de cât de rapid guvernul sirian a căzut în urma ofensivei lor. Analiștii au văzut evenimentul ca pe o lovitură semnificativă pentru Axa Rezistenței a Iranului, datorită utilizării Siriei ca o cale pentru a le oferi arme și echipament aliatului lor, Hezbollah.

## Context
Familia Assad guvernase Siria din 1971, când Hafez al-Assad a preluat puterea și a devenit Președintele Siriei, de la Partidul Ba'ath Sirian. După moartea sa de la 10 iunie 2000, a început interimatul lui Abdul Halim Khaddam. Apoi, fiul lui Hafez, Bashar al-Assad, a preluat puterea.
Hafez al-Assad și-a construit sistemul de guvernare ca o birocrație marcată de un cult de personalitate distinct. Fotografii, portrete, citate și laude pentru Assad erau afișate pretutindeni, în școli, pieți publice și oficii guvernamentale. I se spunea lider nemuritor sau cel sacru (al-Muqqadas).  Assad a reorganizat societatea siriană pe principii militare, a invocat persistent retorici conspiraționiste despre pericolele străine ori ale mișcărilor de tip Coloana a cincea și a promulgat forțele armate ca un aspect central al vieții publice. 
După ce Hafez al-Assad a preluat puterea în 1970, propaganda statală a promulgat un nou val de gândire național, bazată pe unirea sirienilor sub o singură identitate imaginată Ba'athistă, cât și sub assadism. Paramilitarii loiali Shabiha („fantome”) îl idolatrizau pe Assad și foloseau războiul psihologic împotriva dizidenților.

### Bashar al-Assad
După moartea lui Hafez al-Assad, fiul și succesorul său Bashar al-Assad i-a moștenit cultul de personalitate existent, partidul numindu-l Tânărul Lider și Speranța Poporului.
În 2011, SUA, UE, și majoritatea Ligii Arabe l-au îndemnat pe Assad să demisioneze, în urma persecutării protestatarilor Primăverii Arabe în timpul evenimentelor revoluției siriene, ceea ce a dus la războiul civil sirian. Până în 2022, războiul civil luase aproximativ 580 000 de vieți, dintre care cel puțin 306 000 erau civili. Conform Rețelei Siriene pentru Drepturile Omului, forțele pro-Assad au cauzat mai mult de 90% din decesele civililor. Guvernul Assad a comis numeroase crime de război în timpul războiului civil sirian,  iar armata lui Assad, Forțele Armate Arabe Siriene, de asemenea au realizat multiple atacuri cu arme chimice. Cel mai fatal atac chimic a fost atacul chimic de la Ghouta de pe 21 august 2013, care a ucis între 281 și 1 729 de oameni.[a]

### Nota a
Cel puțin 281 (Franța)
Cel puțin 350 (Regatul Unit)
355 (MFF)
494 (Oficiul de Media de la Damasc)
502 (OSDO)
635 (Comisia Generală a Revoluției Siriene)
923 (Centrul Documentării Violațiilor)
1 300 (Opoziția Siriană)
1 338 (Comitetele Coordonării Locale)
1 144 (RSDO)
1 429 (SUA)
1 729 (ASL)
1. ↑  https://www.diplomatie.gouv.fr/IMG/pdf/Syrian_Chemical_Programme.pdf
2. ↑  https://assets.publishing.service.gov.uk/government/uploads/system/uploads/attachment_data/file/235094/Jp_115_JD_PM_Syria_Reported_Chemical_Weapon_Use_with_annex.pdf
3. ↑  „Syria: Thousands suffering neurotoxic symptoms treated in hospitals supported by MSF | MSF” (în engleză). www.msf.org. Accesat în 25 februarie 2025.
4. ↑  „Activists report 1,300 are killed in Syria gas attack - BuenosAiresHerald.com”. web.archive.org. 1 octombrie 2013. Arhivat din original în 1 octombrie 2013. Accesat în 25 februarie 2025.
5. ↑  Comments, Share on Facebook Share on TwitterView. „Obama seeks Congressional OK for Syria strike - The Boston Globe” (în engleză). BostonGlobe.com. Accesat în 25 februarie 2025.
6. ↑  „Syrian opposition claims chemical attack by Assad forces kills 635, 21 August 2013”. web.archive.org. 30 august 2013. Arhivat din original la 30 august 2013. Accesat în 25 februarie 2025.
7. ↑  „Center for Documentation of Violations in Syria - Martyrs List”. web.archive.org. 14 septembrie 2014. Arhivat din original la 14 septembrie 2014. Accesat în 25 februarie 2025.
8. ↑  „Syrian opposition: 1,300 killed in chemical attack on Ghouta region” (în engleză). Al Arabiya English. 21 august 2013. Accesat în 25 februarie 2025.
9. ↑  „Syria Today 21-8-2013 | Local coordination committees of Syria”. web.archive.org. 27 august 2013. Arhivat din original la 27 august 2013. Accesat în 25 februarie 2025.
10. ↑  „The Eighth Anniversary of the Largest Chemical Weapons Attack by the Syrian Regime against Syrian Citizens in the Two Ghoutas of Damascus, Still Without Accountability | Syrian Network for Human Rights”. snhr.org. Accesat în 25 februarie 2025.
11. ↑  „Government Assessment of the Syrian Government's Use of Chemical Weapons on August 21, 2013” (în engleză). whitehouse.gov. 30 august 2013. Accesat în 25 februarie 2025.
12. ↑  Malas, Nour; Entous, Adam; Abushakra, Rima (23 noiembrie 2013), „As Syrian Chemical-Weapons Attack Loomed, Missteps Doomed Civilians”, Wall Street Journal (în engleză), ISSN 0099-9660, accesat în 25 februarie 2025
13. ↑  „One moment, please..”. dailystar.com.lb. Arhivat din original la 1 decembrie 2023. Accesat în 25 februarie 2025.